# Puhr Ferenc
Puhr Ferenc (Lantosfalva, 1898. május 18. – Pécs, 1978. január 10.) gimnáziumi igazgató, nyelvész, germanista.

## Élete

### Ifjúsága, tanulmányai
Ötgyermekes család legifjabb tagja. 1910-14 között a kőszegi, 1914-18 között a győri bencés gimnáziumban tanult, 1916. május 29-étől 1918. szeptember 18-ig katonai szolgálatot teljesített, 1917 februárja és augusztusa között a tűzvonalban; leszerelésekor hadapródjelölt őrmester. 1918-tól Győrött kispap, 1921-től Zircen ciszterci novícius, majd a Bernardinum növendéke és a Pázmány Péter Tudományegyetemen teológus és bölcsészhallgató. A rendet elhagyta, 1925-től a Collegium Hungaricum tagjaként a Bécsi Egyetem hallgatója, 1927-ben latin-német szakos tanári oklevelet szerzett.

### Munkássága
1926-1941 között a Bécsi Tudományos Akadémia bajor-osztrák szótárkészítő bizottságának a munkatársa volt, ahol a burgenlandi „heancek”-re vonatkozó adatok feldolgozásában vett részt. Munkásságáért a Bécsi Tudományos Akadémia, valamint az akkori magyar közoktatási miniszter írásbeli elismerésben részesítette.
1926-1941 között a Széchenyi István Gyakorló Gimnázium német-latin szakos tanára. 1928-29-ben Pécsett az Erzsébet Tudományegyetem német nyelvi lektora, 1928-36 között a tanárképző intézet latin nyelv előadója.
Széles körű közéleti tevékenységet is folytatott Pécsett, a Foederatio Emericana Quinque-Ecclesiensis vezető tisztségviselője, a pécsi székesegyházi római katolikus egyházközség képviselőtestületének tagja, a Pécs-belvárosi Katolikus Kör titkára volt. A Nemzeti Szabadtanítás Pécsi Egyesülete ügyvezető igazgatója.
1941. november 6-án a Győri Magyar Királyi Állami Apponyi Albert Leánygimnázium igazgatói teendőinek ellátásával bízták meg. Győri működése alatt a székesfehérvári tankerület gimnáziumainak német nyelv tanulmányi felügyelője, Győr Szabad Királyi Város törvényhatósági iskolán kívüli népművelési bizottságának tagja, a Bencés Diákszövetség Győri Osztályának és a Győri Katolikus Kör választmányának tagja, a Collegium Hungaricum Szövetség tagja volt. A győri leánygimnáziumot 1950. augusztus 17-ig igazgathatta.
Pedagógiai hitvallása, iskolaszeretete és hite a háborús évek alatt többször is konfliktusba keverte a katonasággal, majd a kommunista hatalomátvételt követően az Államvédelmi Hatóság folyamatos zaklatásának volt kitéve.
Egy tanévet a győri Czuczor Gergely Bencés Gimnáziumban tanított, majd visszatért Pécsre, ahol a Nagy Lajos Gimnázium tanáraként dolgozott. Szaktárgyait csak rövid ideig taníthatta, mert a német és a latin nyelv oktatását megszüntették, így ötven évesen rákényszerült, hogy megszerezze a matematika szaktanári minősítést is.
1959-ben nyugdíjba vonult, de aktív maradt, nyelvórákat adott, előadásokat tartott, fordított, lektorált. 1975-ben a burgenlandi tartományi kormány kitüntetésben részesítette.
1978. január 10-én hunyt el Pécsett.

### Család
1928. december 27-én házasságot kötött a pécsi születésű Molnár Máriával. Frigyükből három gyermek született, kislányuk csecsemő korában elhunyt, két fiuk közül az idősebb, László mérnök lett, az ifjabb Ferenc orvos.

## Művei
- Pörgölény és környéke hienc nyelvjárásának alaktana. Telepítéstört. nyelvészeti szempontból. Doktori értekezés. Budapest, 1926.
- Német nyelvtan szemléltető táblázatokban. Pécs, 1933.
- Német-magyar és magyar-német szótár. Bitter Illéssel. 1-2. köt. Budapest, 1936/37.
- Német nyelvkönyv. A fiúgimnáziumok 3. osztálya számára. Bitter Illéssel. Pécs, 1937. (SZIT iskolai segédkönyvei)
- Ném. nyelvkönyv 2. rész a Gimnáziumok 4. osztálya számára. Bitter Illésel. Pécs, 1938. (SZIT iskolai segédkönyvei)
- Német nyelvkönyv. Bitter-Puhr Német nyelvkönyv 4. része. A gimn. és leánygimn. 6. osztálya számára. Szerk. Mayer Móriccal. Pécs, 1940. (SZIT iskolai segédkönyvei)
- Német irodalmi olvasókönyv A gimnázium és leánygimnázium 7. osztálya számára. Szerk. Mayer Móriccal. Budapest, 1941. (SZIT gimnáziumi tankönyvei)
- A győri m. kir. áll. gr. Apponyi Albert leánygimnázium 1941/42-1948/49. évi évkönyve. (8 db) Szerk. Győr, 1942-49.